# Fondation Cheikh Zaid
Fondation Cheikh Zaïd (en arabe : مؤسسة الشيخ زايد) est un organisme à but non lucratif créé en 1993 à Rabat, œuvrant dans le domaine de la santé.
L’ambition de la Fondation est de contribuer dans le tissu hospitalo-universitaire marocain, à assurer des services sociaux de qualité orientés production et enseignement des métiers de la santé. Elle tient son nom du Cheikh Zayed ben Sultan Al Nahyane, Émir d’Abou Dabi, fondateur et premier président de la fédération des Émirats arabes unis.
Quatre composantes forment l’essentiel de l'activité de la fondation : Les soins médicaux, l’enseignement, la recherche et le soutien médical des populations en difficultés. Ces composantes renforcent le secteur de la santé au Maroc et contribuent activement à l’amélioration des traitements, des infrastructures hospitalières et des équipements médicaux.

## Histoire
Dotée initialement d’un don de 50 millions de dollars du souverain Émirati,  la Fondation cheikh Zaïd Ibn Sultan a été créée à Rabat, le 10 septembre 1993 par (Dahir) décret royal portant loi no  1-93-228 par le roi  Hassan II et le cheikh Zaïd Ibn Sultan Al-Nahyane sur la base d’un modèle privé à but non lucratif. La vision de la fondation s’appuie sur des principes d’excellence, de solidarité et de respect des différences.
Depuis 2003, la Fondation a mis en place un programme de développement axé sur le lancement de nouveaux établissements de soins médicaux, d’enseignement et de formation. Cette nouvelle stratégie vise, le renforcement progressif de la présence de ses composantes sur tout le territoire du Maroc. De 2003 à 2016, le chiffre d’affaires de la fondation passe de 2,9 millions d’euros à 58,2 millions d’euros, soit une croissance annuelle moyenne de 26 %. En 2016, le centre annonce le lancement d’un Centre de recherche en génétique, dans le cadre d’un partenariat entre l'UIASS et l'Institut des maladies génétiques Imagine de Paris.
En 2017, la fondation dispose de 5 centres hospitaliers, 1 campus universitaire avec une offre large de formation matérialisée par 3 facultés et 2 instituts d'enseignement supérieur, 3 centres de recherche, 1 centre pour études de bio-équivalence, et plusieurs unités de soins mobiles. C’est à la Fondation Cheikh Zaïd qu’est organisé le Premier forum africain de la Santé en mai 2015, sur le thème du SIDA, avec en point d’orgue la conférence du Prix Nobel de médecine Françoise Barré-Sinoussi .
Une nouvelle loi votée en juin 2021 ouvre la possibilité à la fondation de procéder à l'ouverture de nouveaux établissements et de s'ouvrir aux secteurs des médicaments et de la pharmacie.

## Gouvernance
En 2003, le roi Mohammed VI nomme Mounir Majidi  à la présidence de la fondation Cheikh Zaid qui définit et met en œuvre un nouveau modèle économique qui permet à l’établissement de retrouver un équilibre et une autonomie financière. La Fondation génère 5,5 millions d’euros par an, un résultat net entièrement réinvesti dans le développement des infrastructures.

## Mission et valeurs
La Fondation Cheikh Zaid a comme mission de contribuer au rayonnement de l'écosystème hospitalo-universitaire. Elle repose sur les principes suivants : 
- Le respect de l’éthique et de la déontologie
- L’excellence et la qualité des activités
- L’égalité avec l'interdiction de toute forme de discrimination
- La participation à la prise en charge des plus démunis
- L’autonomie et la pérennité des structures
- Le bien-être du personnel à travers l’amélioration de ses conditions de travail.